# University of Connecticut
University of Connecticut (skrótowiec UConn) – amerykańska uczelnia publiczna znajdująca się w Storrs, w stanie Connecticut.
Placówka powstała w 1881 r. pod nazwą Storrs Agricultural School. Podczas swojego istnienia kilkakrotnie zmieniała nazwę: w 1893 na Storrs Agricultural College, w 1899 na Connecticut Agricultural College, w 1933 na Connecticut State College, a w 1939 na University of Connecticut.
Jesienią 2016 liczba studentów wynosiła 32 027. W 2017 w rankingu amerykańskich uniwersytetów uczelnia uplasowała się na 60. pozycji.
Uczelniane drużyny sportowe noszą nazwę Connecticut Huskies i występują w NCAA Division I. Pierwszy tytuł mistrzowski dla uniwersytetu wywalczyła kobieca drużyna hokeja na trawie w 1981. Najbardziej utytułowanym zespołem jest sekcja koszykówki kobiet, która do 2016 sięgnęła po mistrzostwo NCAA jedenaście razy.